# Маслов, Владимир Анатольевич
Владимир Анатольевич Маслов (15 августа 1941 года, Ленинград — 20 июня 1998 года) — советский и российский театральный и кинорежиссёр, сценарист, актёр, монтажёр.

## Биография
В 1964 году окончил актёрское отделение факультета драматического искусства ЛГИТМиК под руководством М. М. Королёва, по окончании института работал режиссёром экспериментального кукольного театра, ставил спектакли по произведениям современных авторов — Беккета, Ионеско, Мрожека. В дальнейшем работал режиссёром (в том числе главным режиссёром) в ленинградском Большом театре кукол.
Сотрудничество с Евгением Юфитом в жанре некрореализма Маслов начал с написания диалогов к ленте «Рыцари поднебесья» (1989). В дальнейшем Юфит и Маслов совместно режиссировали фильмы «Папа, умер Дед Мороз» (Гран-при кинофестиваля в Римини), «Деревянная комната» и «Серебряные головы»; в этих работах Маслов также выступал как сценарист и актёр. Как пишет Анжелика Артюх в «Новейшей истории отечественного кино», в авторском тандеме некрореалистов Маслов «отвечал за прочность драматургической постройки и точность „психических состояний“ актёров». Артюх также высоко оценивает роль в эволюции некрореализма Маслова-актёра, называя его лицом некрореализма.
Умер 20 июня 1998 года. Похоронен на Волковском православном кладбище.

## Фильмография

### Режиссура
- 1998 — Серебряные головы
- 1995 — Деревянная комната
- 1991 — Папа, умер Дед Мороз

### Роли в кино
- 1998 — Серебряные головы
- 1995 — Деревянная комната Кинооператор
- 1993 — Барабаниада
- 1991 — Папа, умер Дед Мороз
- 1990 — Духов день обитатель пансионата
- 1989 — Ад, или Досье на самого себя эпизод
- 1967 — Первороссияне Иоанн Богоявленский
- 1967 — Война под крышами Казик Жигоцкий
- 1967 — Дорога домой Володя

### Сценарий
- 1998 — Серебряные головы
- 1995 — Концерт для крысы
- 1995 — Деревянная комната
- 1993 — Сотворение Адама
- 1991 — Папа, умер Дед Мороз

### Монтаж
- 1998 — Серебряные головы